# Myrmica orthostyla
Myrmica orthostyla är en myrart som beskrevs av Arnol'di 1976. Myrmica orthostyla ingår i släktet rödmyror, och familjen myror. Inga underarter finns listade i Catalogue of Life.